# Ахшарумов, Семён Дмитриевич
Семён Дмитриевич Ахшарумов (1 (13) апреля 1829 — 16 (29) февраля 1908) — русский историк, действительный статский советник.

## Биография
Родился 1 (13) апреля 1829 года в семье генерал-майора Дмитрия Ивановича Ахшарумова (1785—1837) и Марии Семёновны, урождённой Бижеич (1798—1845), дочери тайного советника С. А. Бижеича.
В 1855 году окончил историко-филологический факультет Петербургского университета. С декабря 1849 по сентябрь 1855 года служил чиновником в провиантском департаменте Военного министерства.
12 сентября 1855 года Ахшарумов зачислен в Публичную библиотеку канцелярским чиновником для работы в Историческом отделении под руководством М. Ф. Поссельта. 18 сентября 1856 года подал прошение об увольнении в отставку по состоянию здоровья. Высочайшим приказом от 11 сентября 1856 года уволен с награждением чином титулярного советника.
В 1893 году Н. Г. Мартыновым издана монография Ахшарумова «История Бастилии».

## Семья
С 30 апреля (12 мая)  1875 года был женат на Софье Николаевне Пургольд (1848—?), сестре певицы А. Н. Молас и пианистки Н. Н. Римской-Корсаковой.